# Inzens

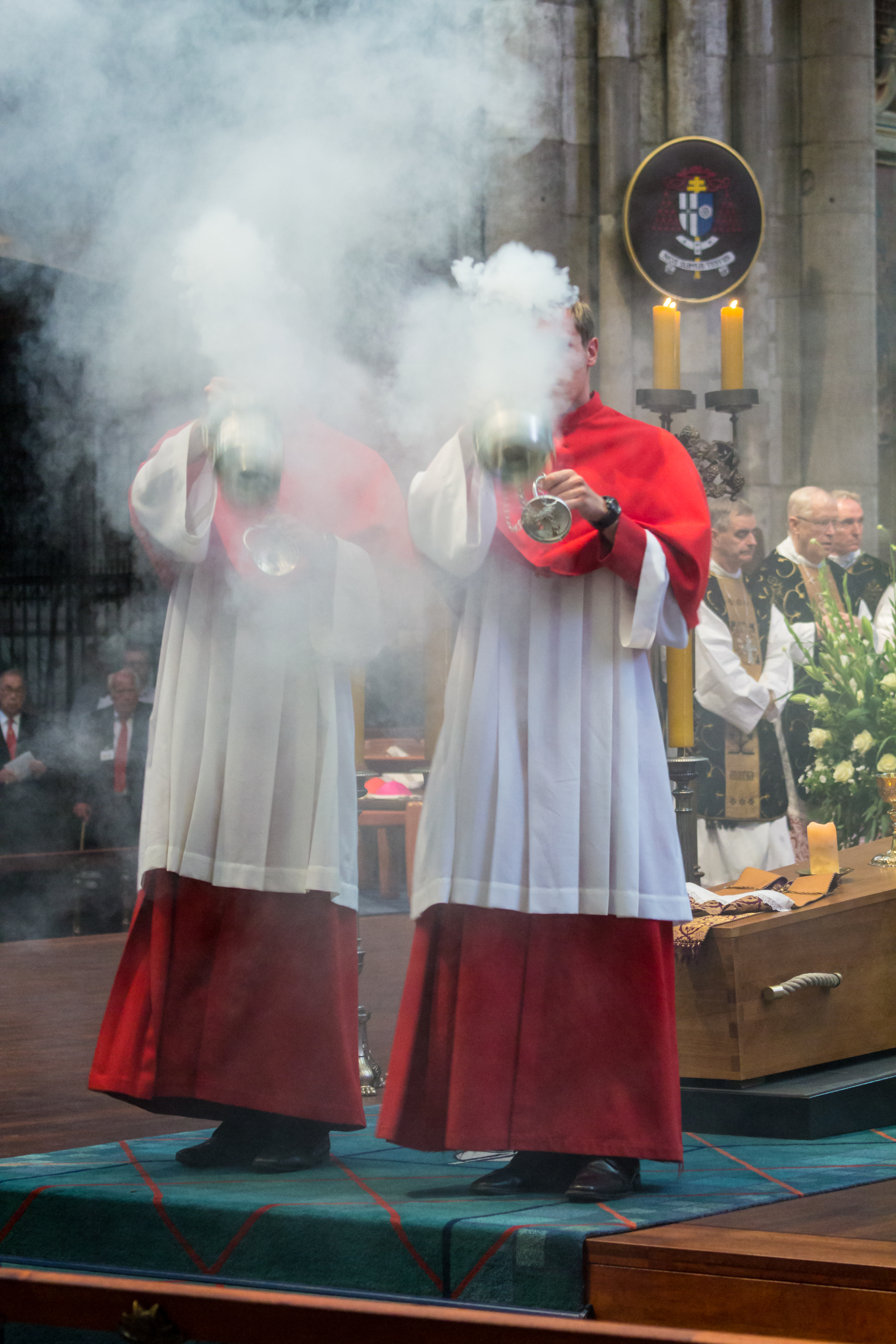
Zwei Thuriferare beim Inzensieren der Gemeinde im Kölner Dom

Als Inzens (m. oder f., von lat. incendere „anzünden, verbrennen“, mittellat. incensum „Weihrauch, Brandopfer“), umgangssprachlich Beweihräuchern, bezeichnet man in der Kirche das feierliche Beräuchern mit Weihrauch, wie es in der katholischen und orthodoxen Liturgie in einem Gottesdienst geschieht, mitunter auch in lutherischen Gemeinden. Dabei wird das Weihrauchfass an den Ketten über dem Fass angefasst und hochgehoben, dann erfolgen je nach Art der Inzens unterschiedlich viele sogenannte Züge mit dem Weihrauchfass. Dabei sollen die Ketten hörbar anschlagen.
Den Priester oder den Diakon begleiten zu diesem Zweck meist zwei Ministranten, der Thuriferar (zusammengesetzt aus lat. thus „Weihrauch“ und ferre „tragen“) und der Navikular (lat. naviculum, Diminutiv zu navis „Schiff“), die das Rauchfass mit der glühenden Kohle darin und das Schiffchen mit dem Weihrauch tragen und anreichen.
Die Inzens ist in der Liturgie vor allem in heiligen Messen, im Stundengebet der Vesper, bei Prozessionen, sakramentalen Andachten und kirchlichen Begräbnisfeiern gebräuchlich. Ausgeführt wird die Inzensierung durch den zelebrierenden Priester, den Diakon oder die Messdiener.
Mit Weihrauch geehrt werden die eucharistischen Gaben (bei der Gabenbereitung und zur Elevation (Liturgie) nach der Wandlung), alle Christussymbole – also Altar, Osterkerze, Kreuz, Evangeliar, Krippe, Zelebrant, Konzelebrant(en), die Gemeinde – Reliquiare, Bilder und Heiligenfiguren. Die eucharistischen Gaben, die Osterkerze und Kreuze sowie alle Personen werden mit drei Doppelzügen, Reliquien, Bilder und Statuen von Heiligen mit zwei Doppelzügen inzensiert. Der Altar wird während des Umschreitens mit einfachen Zügen beweihräuchert.
Abweichend von dieser Vorgabe folgen auch in Deutschland viele Gemeinden seit Jahrzehnten der anglikanischen Tradition, die die Gruppierung und Anzahl der Züge stärker hierarchisiert. Hierbei spielt die Zahl drei als Symbol der göttlichen Dreifaltigkeit eine besondere Rolle. Folglich werden die eucharistischen Gaben bei der Wandlung mit dreimal drei Zügen inzensiert, entsprechend das Allerheiligste beim sakramentalen Segen. Alle Christussymbole werden mit dreimal zwei Zügen beweihräuchert, die Gemeindemitglieder nur mit dreimal einem Zug.
Die Bedeutung der Inzensierung variiert je nach Kontext. Sehr geläufig ist die Interpretation als Gebet nach Psalm 141 („Wie ein Rauchopfer steige mein Gebet zu dir auf“), aber auch als Ausdruck von Verehrung, als Segnung oder Reinigung. Ebenfalls kann die Inzens als Herausgehobensein von heiliger Handlung und Liturgie aus der sündigen Welt in eine Atmosphäre des Heiligen gedeutet werden.

## Einsatz in der heiligen Messe

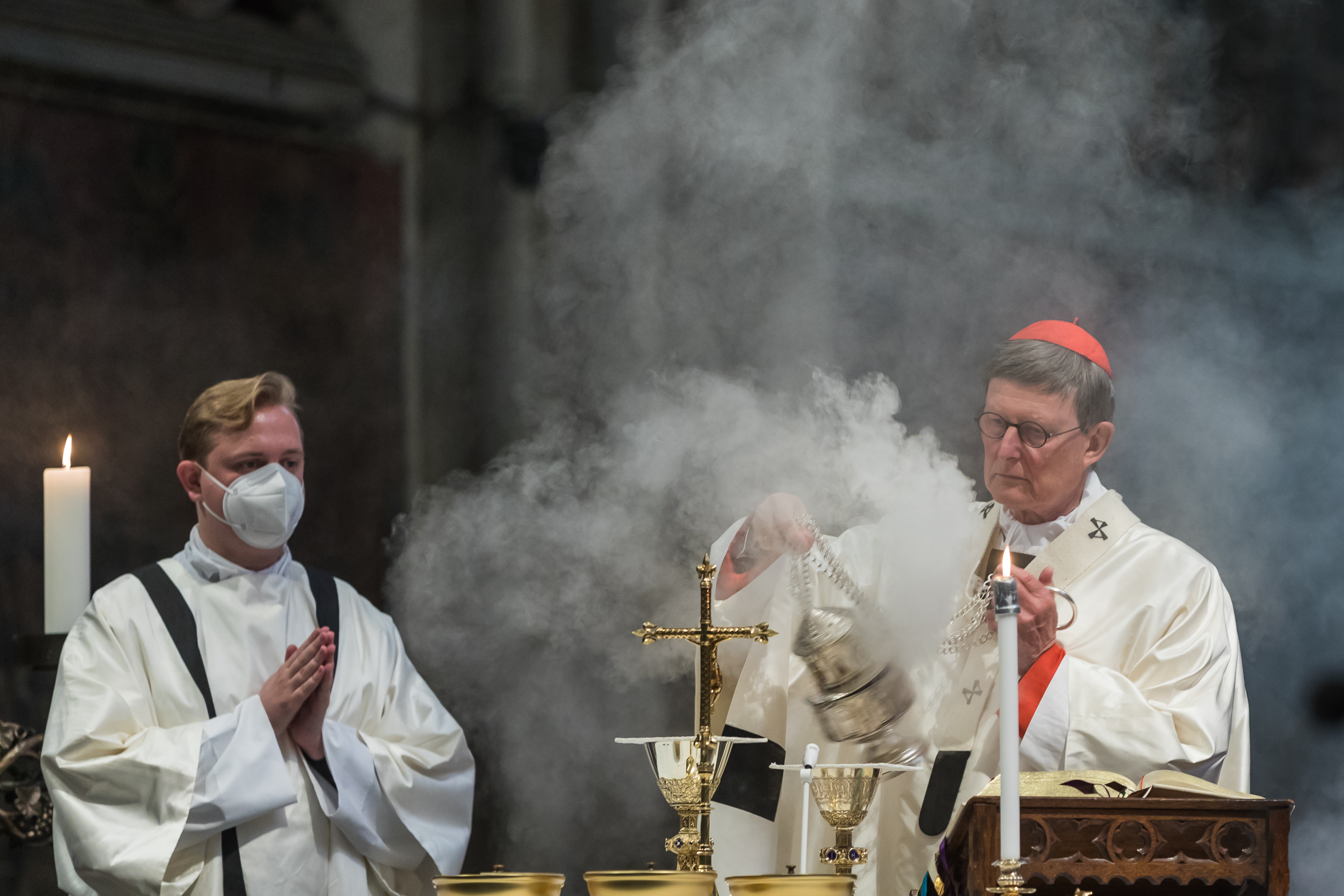
Rainer Maria Kardinal Woelki inzensiert bei der Gabenbereitung im Kölner Dom im Hochamt zu Fronleichnam

In der heiligen Messe wird inzensiert
- beim Einzug – Inzens des Altars und des Altarkreuzes
- bei der Evangeliumsprozession – Inzens des Evangeliars
- zu Beginn der Eucharistiefeier (Gabenbereitung) – Inzens der Opfergaben, des Altars, des Zelebranten und der Gemeinde
- während der Elevation – Inzens der konsekrierten Gaben von Brot und Wein.

Regional bzw. bei bestimmten Gelegenheiten wird auch zum feierlichen Segen und zum Auszug Weihrauch verwendet.
An Hochfesten und zu besonderen Gelegenheiten wird oft zusätzlich inzensiert:
- zu Beginn des Advents – Segnung und Inzens des Adventskranzes
- an Weihnachten – Inzens der Krippe
- am Fest der Darstellung des Herrn gehen die Thuriferare oft der Lichterprozession voraus
- am Palmsonntag zur Palmprozession und zum feierlichen Einzug des geschmückten Prozessionskreuzes in die Kirche
- am Gründonnerstag geht der eucharistischen Prozession, mit der das Allerheiligste an einen Seitenaltar gebracht wird, ein Thuriferar voran
- in der Osterzeit – In der Osternacht Inzens des Osterfeuers (mit dem die Osterkerze entzündet wird) und vor dem Exsultet des Messbuches (in dem das Exsultet steht), in den Heiligen Messen Inzens der Osterkerze.
- an Fronleichnam – Inzens des  Allerheiligsten, der Altäre und des Evangeliars vor der Verkündung an den Stationen der Sakramentsprozession
- am Fest Kreuzerhöhung – Inzens des Kreuzes

Weitere Anlässe in der Liturgie bzw. bei der Spendung von Sakramentalien, bei denen die Inzensierung eingesetzt wird:
- im Stundengebet beim Magnificat, örtlich auch beim Benedictus in den Laudes und in der Matutin zum Vortrag des Evangeliums
- bei der kirchlichen Begräbnisfeier
- zur Gräbersegnung an Allerseelen und bei Requien
- bei Aussetzungen des Allerheiligsten und beim anschließenden sakramentalem Segen
- bei Prozessionen vor dem Prozessionskreuz, bei eucharistischen Prozessionen vor dem Allerheiligsten
- bei Gottesdiensten, in denen Reliquien verehrt werden
- an Mariä Himmelfahrt zur Kräuterweihe
- bei Segnungen von Wohnungen und Häusern, auch beim Umzug der Sternsinger